# Ark
Ark— інструмент архівування в KDE, включений до пакунку Kdeutils.

## Особливості
- Ark, не розуміючи суті будь-якого формату архіву, виступає як фронтенд до командного рядка архіваторів. Він може працювати з багатьма бакендами, включаючи 7z, tar, rar, zip, gzip, bzip2, lha, zoo та ar.
- Ark може бути інтегрований в Konqueror та Dolphin з допомогою технології KParts якщо встановлений відповідний пакунок Kdeaddons. Після цього з допомогою контекстного Konqueror можна додавати файли до архіву або ж витягати з нього.
- Підтримка редагування файлів в архіві зовнішніми програмами. Файли можуть бути також вилучені з архіву.
- Створення архівів через Drag&Drop.